# Psittacopasserae
Psittacopasserae là một nhánh chim bao gồm hai bộ: Passeriformes (chim biết hót) và Psittaciformes (vẹt). Per Ericson và các đồng nghiệp, trong quá trình phân tích bộ gen, đã tiết lộ một nhóm bao gồm chim biết hót, vẹt và cắt (Falconiformes).

## Phân loại
- †Vastanavidae
- Psittacimorphae Huxley, 1867
  - ?†Messelasturidae
  - ?†Halcyornithidae
  - †Quercypsittacidae
  - Psittaciformes
- Passerimorphae Sibley et al., 1988
  - †Psittacopedidae
  - Parapasseres Mayr, 2015
    - †Zygodactylidae
    - Passeriformes

## Ý nghĩa trong sự tiến hóa của tiếng chim hót
Chim sẻ nổi tiếng là loài chim biết hót, và vẹt có chung khả năng học phát âm thanh. Vì vậy, có thể việc học thanh nhạc và nhiều loại bài hát tương ứng đã có trong tổ tiên của nhánh này.